# Schloss Hohenbaden
Das Schloss Hohenbaden (bei Gründung Burg Hohenbaden, heute Altes Schloss) in Baden-Baden war im Mittelalter Sitz der Markgrafen von Baden. Sie benannten sich nach dem Schloss, das damit zum Namensgeber des Landes Baden wurde.

## Beschreibung
Die Burg wurde als erstes Herrschaftszentrum der Markgrafen von Limburg nach der Verlagerung ihrer Herrschaft an den Oberrhein am Westhang des felsigen Bergs Battert über dem damals Baden genannten Ort erbaut. Der Baubeginn der Oberburg, des sogenannten Hermannsbaus, durch Markgraf Hermann II. (1074–1130) wird um das Jahr 1100 angenommen. Ab 1112 nannten sich die Markgrafen von Baden.
Unter Markgraf Bernhard I. von Baden (1372–1431) entstand die gotische Unterburg, die durch Markgraf Jakob I. (1431–1453) zum repräsentativen Zentrum der Markgrafschaft erweitert wurde. Bedeutendster Bauteil ist der Bernhardsbau (um 1400), dessen Säule im Erdgeschoss mit einem von Engeln getragenen Wappen ehemals das mächtige Gewölbe stützte. Zu seiner Glanzzeit hatte das Schloss 100 Räume.
Noch im selben Jahrhundert erweiterte Markgraf Christoph I. das 1370 begonnene Neue Schloss in der Stadt Baden und verlegte die Residenz 1479 dorthin. Das Alte Schloss diente danach als Witwensitz, 1599 wurde es durch einen Brand zerstört. Erst nach 1830 wurde die Ruine baulich gesichert.

## Heutige Nutzung
Das Alte Schloss wird von der Einrichtung Staatliche Schlösser und Gärten Baden-Württemberg betreut. Von seinem Turm hat man einen guten Rundblick über Baden-Baden und Fernsicht auf die Rheinebene und die Vogesen. Als sehenswert gilt auch der Burghof der Ruine. Die Besichtigung von Burg und Turm ist kostenlos. Im Schloss befindet sich ein Restaurant.
Das Schloss ist ein beliebter Ausgangspunkt für Wanderungen am Battert mit seinen aussichtsreichen, unter Naturschutz stehenden Kletterfelsen und einem Bannwald.
Eine große Windharfe steht in den Ruinen des Rittersaals des Alten Schlosses. Die 1999 aufgestellte Harfe hat eine Gesamthöhe von 4,10 Meter und 120 Saiten, sie wurde von dem in der Region ansässigen Musiker und Harfenbauer Rüdiger Oppermann entwickelt und gebaut, der sie als größte Windharfe Europas bezeichnete. Die Nylonsaiten werden vom Luftzug zu den Grundtönen C und G angeregt. Bereits von 1851 bis 1920 gab es im Rittersaal des Alten Schlosses eine kleine Windharfe.
2014 wurde beim Parkplatz unterhalb der Ruine eine Stauferstele errichtet, die an die Zusammenarbeit der Markgrafen von Baden mit den Staufern erinnert.

## Galerie

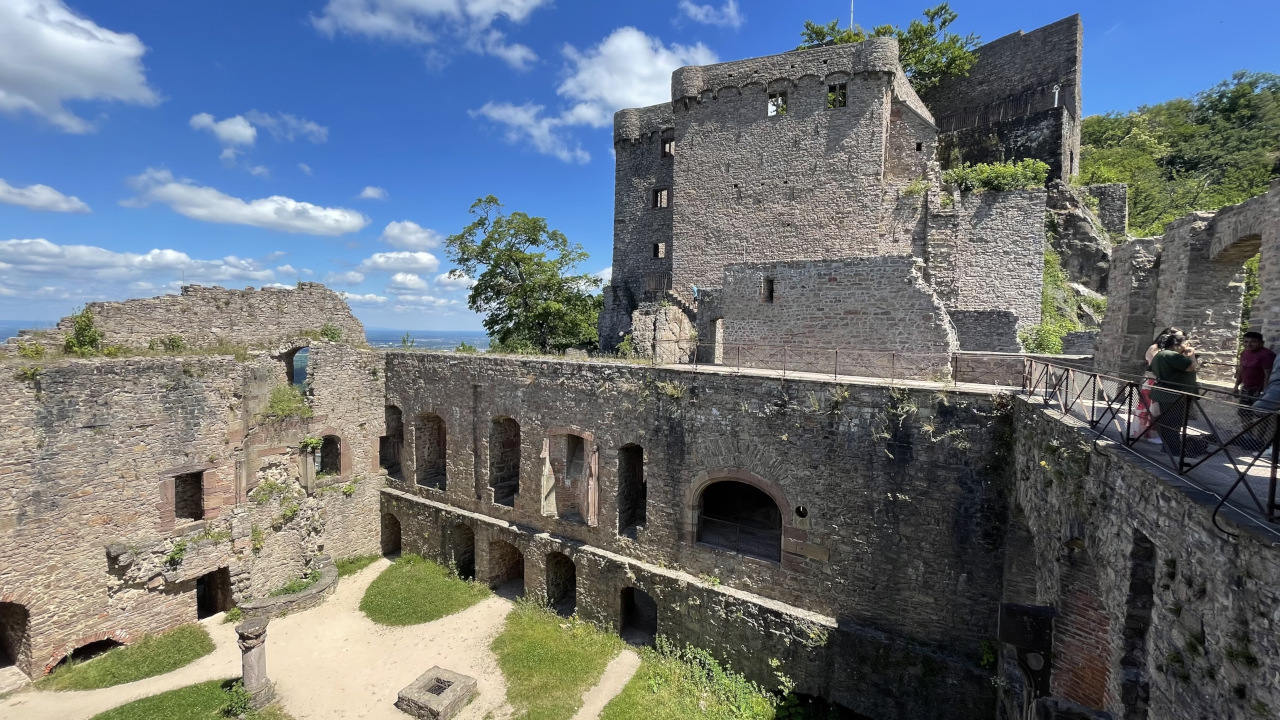
Blick über den großen Saal in Richtung Ost
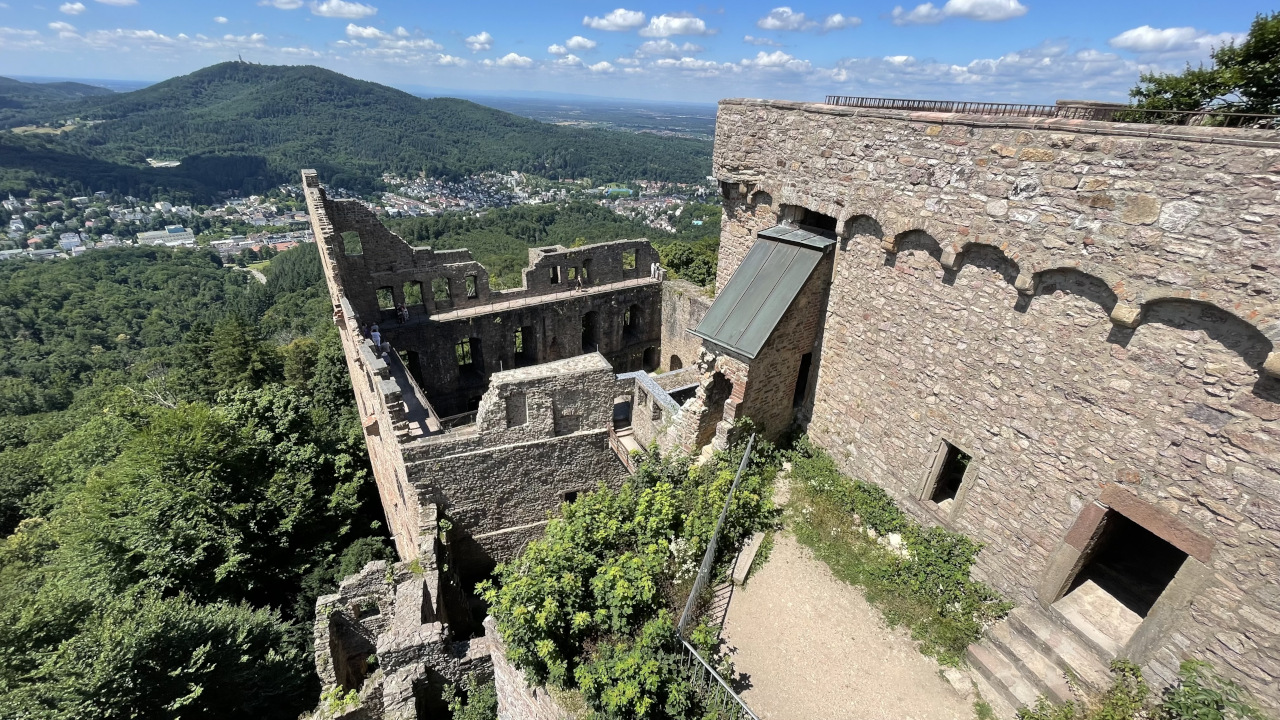
Blick über Baden-Baden hinüber zum Fremersberg mit Turm
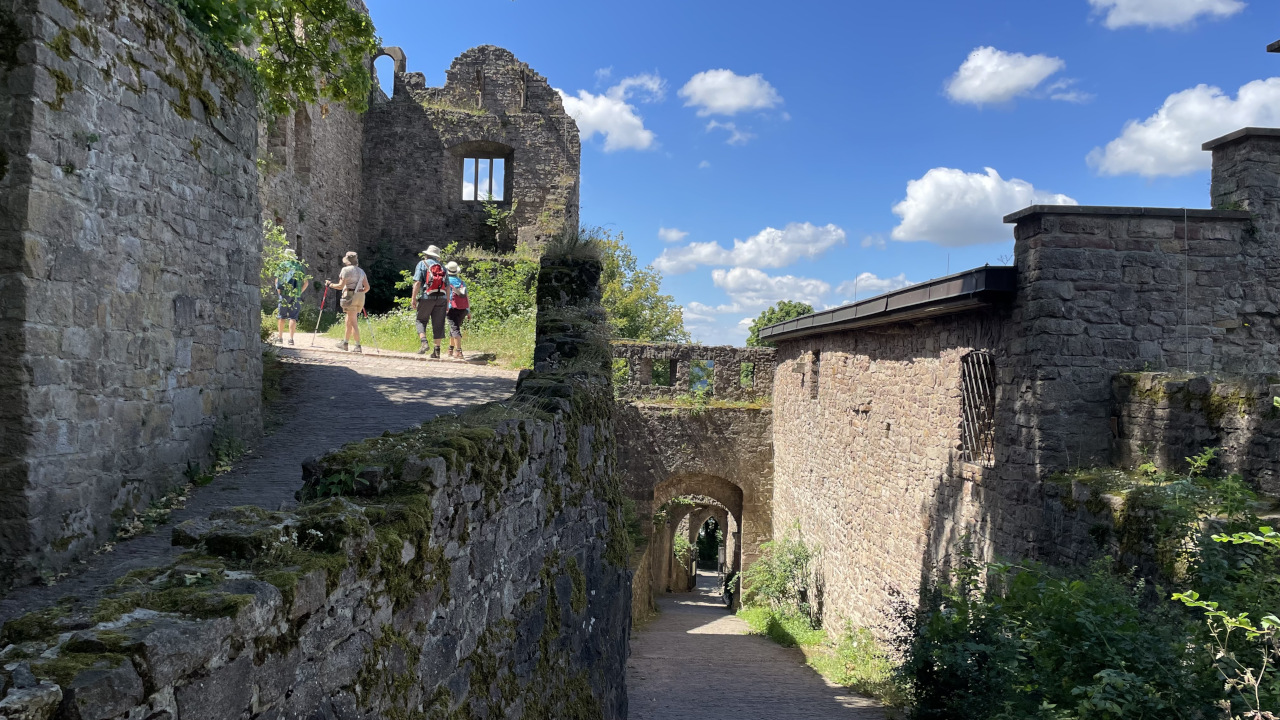
Ehemals gut gesicherter Zugang durch mehrere Tore
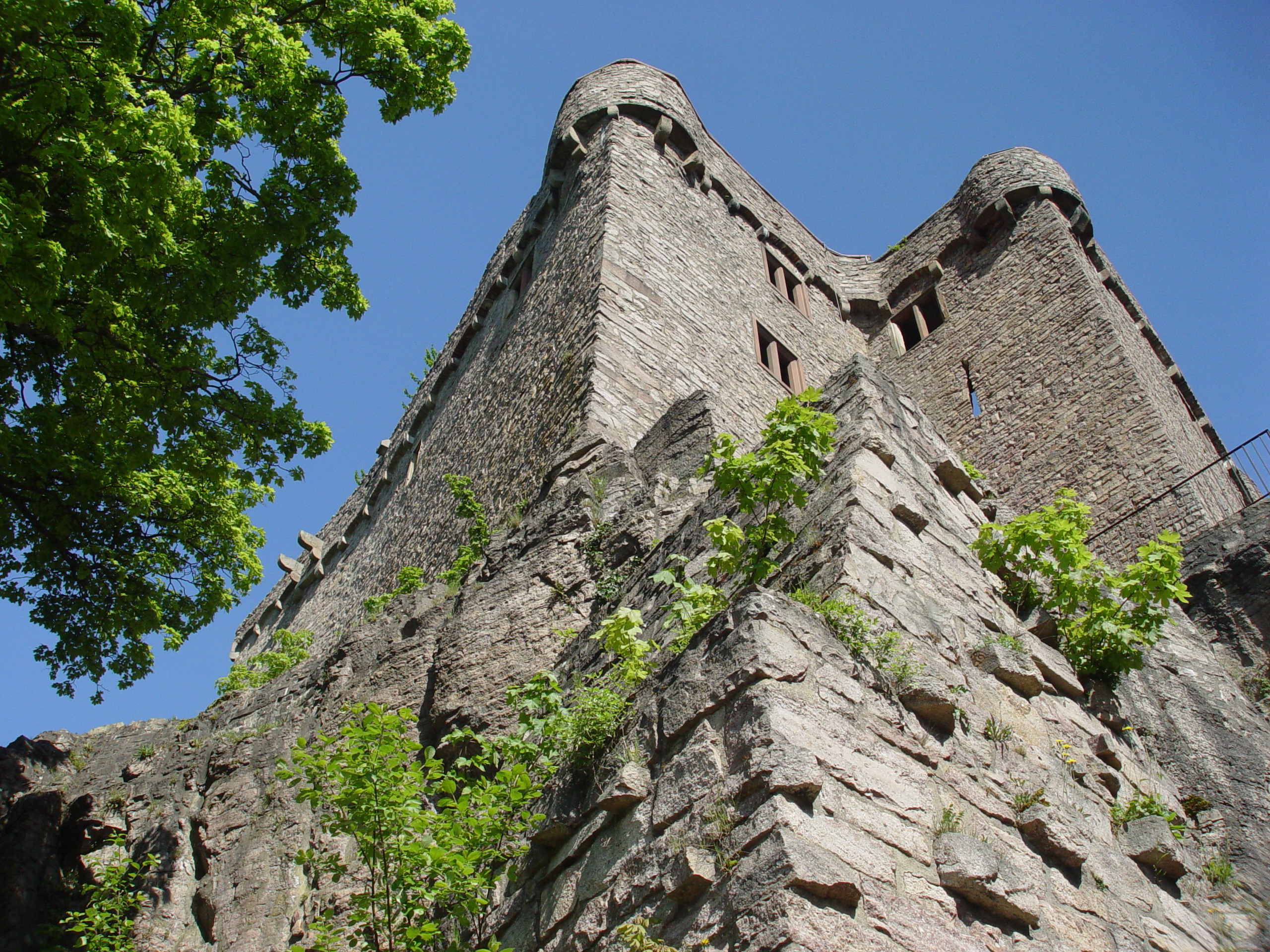
Festungsmauer

## Rezeption
- Luise Adolpha Le Beau schrieb 1896 eine sinfonische Dichtung Hohenbaden op. 43 über die Burg. Die Uraufführung fand am 25. Februar 1898 in Baden-Baden statt.[2]
- Der Fernblick von der Ritterplatte, einem östlich oberhalb gelegenen Felsen, über die Burg hinweg bis in die Rheinebene war im 19. Jahrhundert ein beliebtes Motiv für Künstler, unter anderem Hans Thoma.

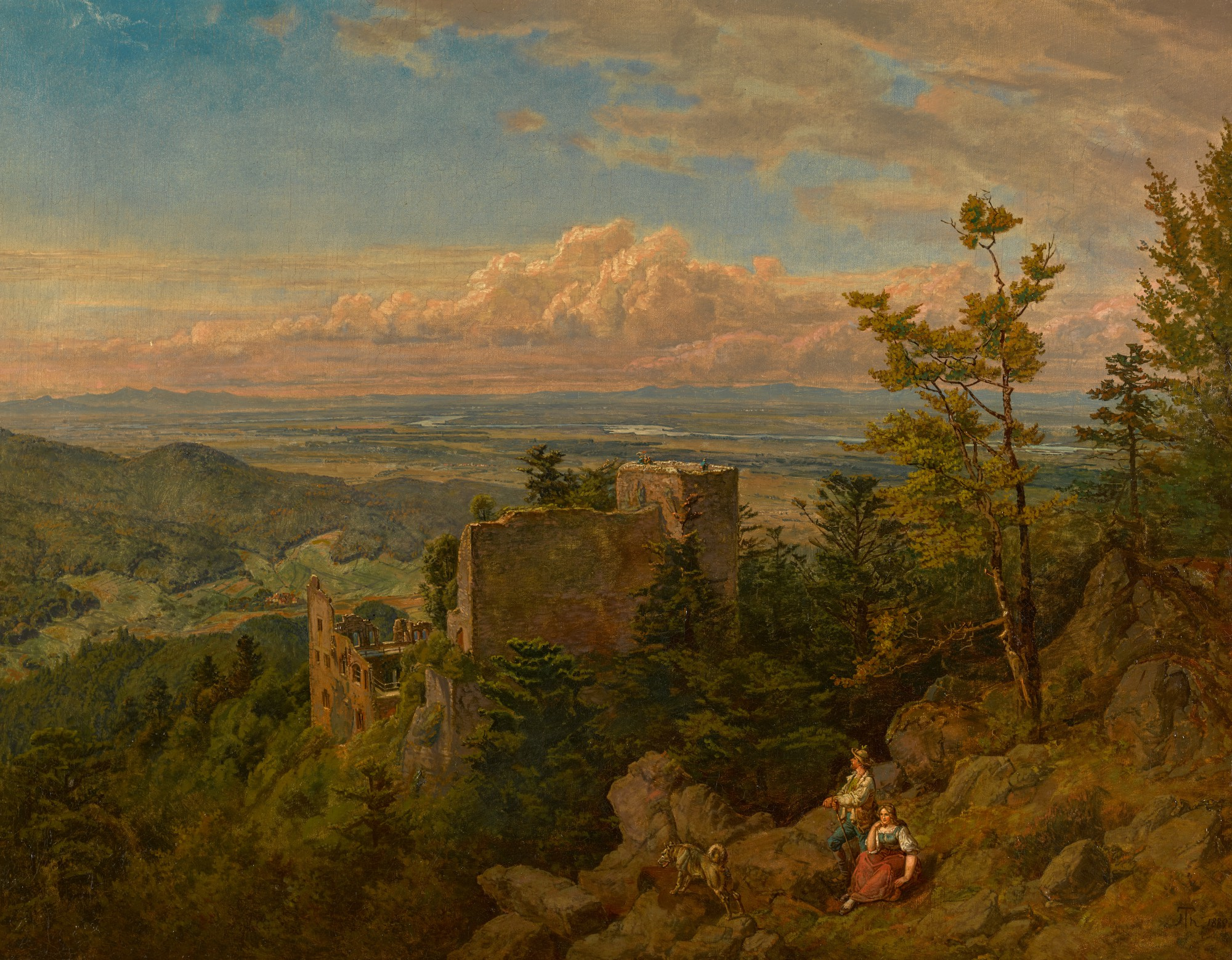
Die Burgruine Hohenbaden, Gemälde von Hans Thoma von 1889